# Prostaglandin E

PGE1 - Alprostadil

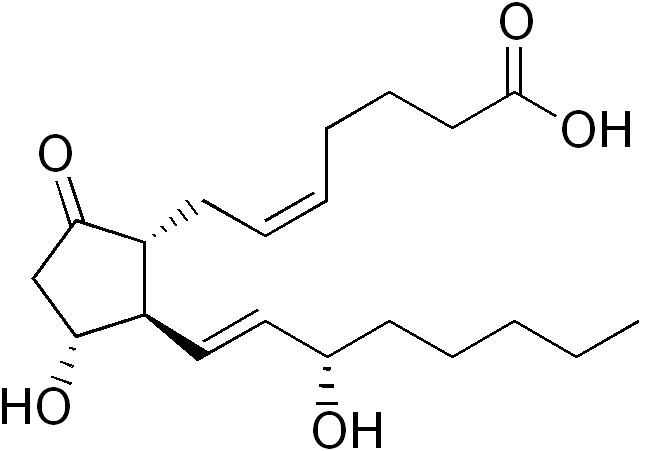
PGE2 - Dinoprostone

Prostaglandin E là một họ prostaglandin tự nhiên được dùng trong y học. Họ này gồm hai loại: Prostaglandin E1 hay còn gọi là Alprostadil, và Prostaglandin E2 hay còn gọi là Dinoprostone.
Prostaglandin E được sản sinh bởi enzim prostaglandin E synthaza.
Prostaglandin E là một trong các dược liệu y tế thiết yếu căn cứ theo danh sách của Tổ chức Y tế Thế giới.

## Prostaglandin E2
Prostaglandin E2 được tiết từ các vi ống thông qua các tế bào nội mô. Chúng có tác động trực tiếp làm giãn mạch và ức chế bài tiết noradrenalin từ đầu mút sợi thần kinh giao cảm. Nó không có tác dụng giống như Prostacyclin của tiểu cầu.